# FL Technics

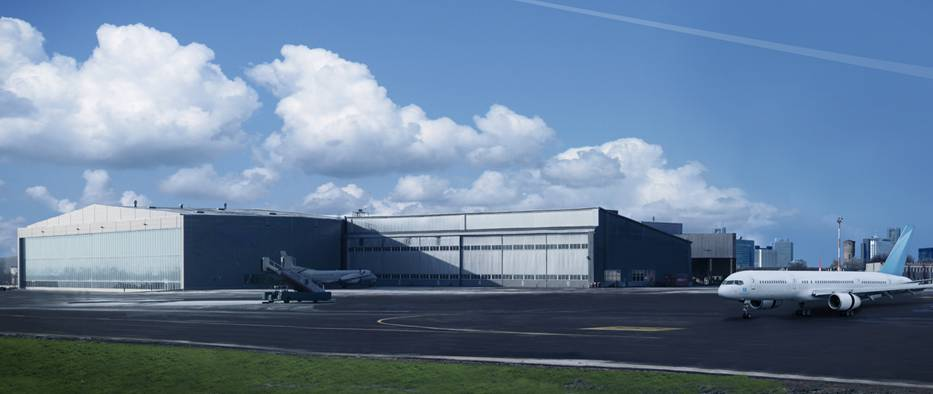
FL Technics在维尔纽斯国际机场的机库

FL Technics 是一家全球性的飞机维护、维修和大修服务提供商（MRO），在立陶宛，印度尼西亚和中国有基地维修设施，并在欧洲，亚太地区，中东提供航线维修支持。